# (4702) Berounka
(4702) Berounka es un asteroide perteneciente al cinturón de asteroides, descubierto el 23 de abril de 1987 por Antonín Mrkos desde el Observatorio Kleť, České Budějovice, República Checa.

## Designación y nombre
Designado provisionalmente como 1987 HW. Fue nombrado Berounka en homenaje al río checo Berounka que nace en Pilsen donde desembocan los ríos Mže, Radbuza, Úhlava y Úslava. Continúa por la ciudad de Beroun hasta desembocar en el río Vltava, cerca de Praga.

## Características orbitales
Berounka está situado a una distancia media del Sol de 2,794 ua, pudiendo alejarse hasta 3,050 ua y acercarse hasta 2,537 ua. Su excentricidad es 0,091 y la inclinación orbital 9,345 grados. Emplea 1705 días en completar una órbita alrededor del Sol.

## Características físicas
La magnitud absoluta de Berounka es 12,4. Tiene 8,478 km de diámetro y su albedo se estima en 0,345. Está asignado al tipo espectral S según la clasificación SMASSII.